# Thomas Schott
Thomas Schott (* 1578 in Urach, Herzogtum Württemberg; † 2. Januar 1634 in Rapperswil) war ein deutsch-schweizerischer Orgelbauer. Er baute mehrere Orgeln in der Schweiz und im Elsass. Sein bekanntestes Werk ist die Grosse Orgel im Kloster Muri.

## Biografie
Er wurde vermutlich im Jahr 1578 in Urach, Württemberg, als ältestes von sieben Kindern des Webers Sebastian Schott und der Ursula Seep geboren. Thomas Schott war mit Adelheid Jeger verheiratet und hatte einen Sohn, der früh gestorben ist. Seine Ausbildung erhielt er in Ulm bei Conrad Schott (nicht verwandt) und Andreas Sartor, die 1595/97 die Orgel des Ulmer Münsters umbauten. Als Geselle dürfte er auch bei Anton Neuknecht in Konstanz gearbeitet haben. 1606 war er erstmals als selbständiger Orgelbauer aktenkundig, als er im Chorherrenstift von Beromünster lebte und arbeitete.
Am 13. Oktober 1616 erhielt Schott das Bürgerrecht der Stadt Bremgarten in der Schweiz. Als Gegenleistung musste er auf das Trinkgeld für die neue Orgel in der Stadtkirche verzichten und einen Becher im Wert von 20 Kronen bezahlen. Schott war sehr wohlhabend und wurde als Wohltäter verehrt. Er stiftete beispielsweise Bremgarter Theologiestudenten Stipendien, die jährlich je bis zu 20 Gulden betrugen. Das Stipendium wird im Namen Schotts «als des Ehrenfesten und Beruembten» heute noch vergeben. Nach seinem Tod zu Beginn des Jahres 1634 wurde die Werkstatt in Bremgarten aufgelöst, den grössten Teil des Inventars erwarb das Kloster Wettingen.

## Werke
Schotts Arbeitsweise war für die damalige Zeit ungewöhnlich. Alle seine Orgeln, mit Ausnahme der ersten in Beromünster, baute er in seiner Werkstatt in Bremgarten anstatt vor Ort. Die fertiggestellten Einzelteile wurden per Wagen oder auf dem Wasserweg zum Auftraggeber transportiert, wo er sie mit Hilfe von Gesellen innerhalb weniger Wochen zusammensetzte.
| Jahr      | Ort           | Kirche                     | Register  | Bemerkungen |
| --------- | ------------- | -------------------------- | --------- | --- |
| 1606      | Beromünster   | Stiftskirche St. Michael   | 04        | Positiv; Baupreis 80 Gulden |
| 1608–1609 | Beromünster   | Stiftskirche St. Michael   | 18        | Grosse Orgel; Baupreis 1300 Gulden für beide Orgeln                                                                            |
| 1612–1616 | Bremgarten    | Stadtkirche St. Nikolaus   | unbekannt | Baupreis unbekannt; 1788/89 ersetzt                                                                                            |
| 1612–1616 | Werthenstein  | Wallfahrtskirche St. Jakob | 09        | Lettnerorgel; Baupreis 800 Gulden; 1827 beim Einsturz des Langhauses zerstört, Teile davon wiederverwendet                     |
| 1619–1623 | Saint-Ursanne | Stiftskirche Saint-Pierre  | 18        | Grosse Orgel; Baupreis 1270 Gulden; 1776 ersetzt, Teile davon wiederverwendet                                                  |
| 1624–1626 | Rouffach      | Notre-Dame de l’Assomption | 23        | Grosse Orgel; Baupreis unbekannt; 1758 umgebaut, 1855 ersetzt, zahlreiche Teile wiederverwendet                                |
| 1629      | Luzern        | Franziskanerkirche         | unbekannt | Positiv; Baupreis 220 Gulden; 1653 ersetzt                                                                                     |
| 1619–1630 | Muri          | Klosterkirche St. Martin   | 29        | Grosse Orgel; Baupreis 4300 Gulden; 1744 auf 34 Register erweitert, Umbauten 1826, 1833/34 und 1919/20, Rekonstruktion 1965/72 |
| 1631–1635 | Rapperswil    | Stadtkirche St. Johann     | 17        | Lettnerorgel; Baupreis 2400 Gulden; 1674 umgebaut, 1882 beim Kirchenbrand zerstört                                             |

Vermutet wird, dass Schott 1609–1610 auch beim Bau der Hauptorgel der Klosterkirche Wettingen beteiligt war.